# Scalmatica insularis
Scalmatica insularis är en fjärilsart som beskrevs av László Anthony Gozmány. Scalmatica insularis ingår i släktet Scalmatica och familjen äkta malar. Inga underarter finns listade.